# Marina di Lizzano
Marina di Lizzano è l'unica frazione di Lizzano, in provincia di Taranto.

## Geografia fisica
Abitata prevalentemente d'estate, si estende per circa 5 km dalla Marina di Pulsano, ad est, a Torre Ovo, ad ovest, lungo la Litoranea Salentina. Si affaccia sul Golfo di Taranto, sul Mar Ionio.

## Ambiente
La marina di Lizzano presenta vaste spiagge e arenili, in gran parte libere, altre attrezzate. Il colore della sabbia è molto chiaro, motivo per il quale il mare, soprattutto nelle giornate di tramontana, è molto limpido. I vasti arenili sono alternati a scogliere medio-basse e tavolati. A ridosso della strada Litoranea Salentina è presente un vasto sistema dunale, spesso imponente, con rigogliosa macchia mediterranea e flora di tipo protetto come il ginepro coccolone. A sua volta il sistema dunale è interrotto in molti punti da piccole paludi e vaste pinete di pino mediterraneo e leccio.
A completare il sistema ambientale si trovano due corsi d'acqua: il fiume Ostone , lungo circa 13 km, su cui insiste una folta vegetazione palustre e si incontra fauna marina (soprattutto di uccelli migratori), e il canale Mascia, corso d'acqua artificiale che sfocia sulla spiaggia di Lido Bagnara.

## Architetture
Come tutta la fascia litoranea e paralitoranea salentina, la marina di Lizzano vanta la presenza di numerose masserie, talvolta fortificate e di numerose costruzioni rurali quali i pagghiari. Nella fascia paralitoranea tra Lido Bagnara e Cisaniello, così come anche in quella di Lido Conche, vi sono numerosi siti archeologici (neolitici, greci, romani e medioevali), tuttora in fase di scavo e recupero da parte della sovrintendenza archeologica pugliese. In località Torretta, nell'isola amministrativa di Taranto, agro di Lizzano, arroccata al limite di una bassa scogliera, vi è una torre d'avvistamento saracena chiamata localmente Torre Sgarràta, ma presente negli atti ufficiali con il nome di Torre Zozzoli o Salzoli.

## Località
I lidi della Marina di Lizzano sono:
- torre Sgarrata o Zozzoli (isola amministrativa di Taranto)
- lido Torretta (isola amministrativa di Taranto)
- Cisaniello
- Ostone
- Bagnara
- le Conche
- le Monache
- Palmintiello

## Economia

### Turismo
Le spiagge della marina sono molto frequentate da turisti. Numerosi sono, nella zona, gli stabilimenti balneari e le strutture ricettive quali bed & breakfast e agriturismi con annessi alberghi e centri benessere.

## Collegamenti e Trasporti
La marina di Lizzano è attraversata dalla Litoranea Salentina, l'importante arteria stradale che percorre, sul mare, tutto il Salento. Inoltre è collegata con le vicine città di Lizzano, Pulsano, Torricella e Maruggio. Il capoluogo di provincia, Taranto, è distante 33 km. 
In progetto è la costruzione di un porticciolo turistico in località Bagnara che dovrebbe consentire il collegamento con gli altri porti vicini (Campomarino e Taranto e successivamente i porti in progetto di Manduria e Pulsano) con un progetto di idrovie gestito dall'azienda di mobilità urbana della città di Taranto.

## Galleria d'immagini

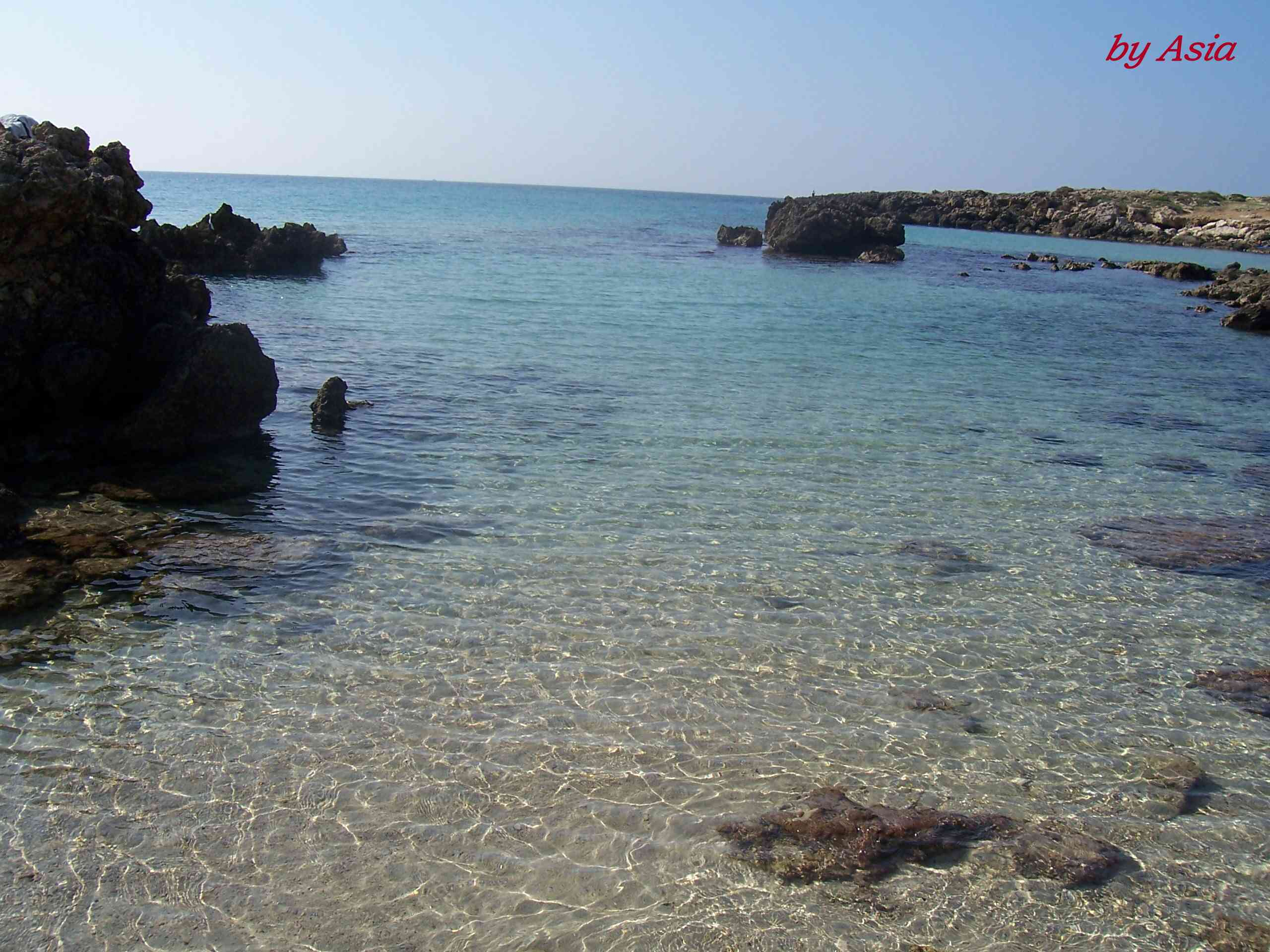
Marina di Lizzano
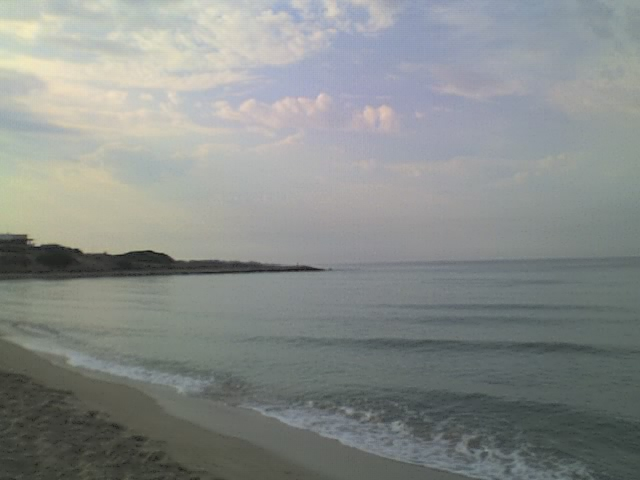
Alba a marina di Lizzano in località Bagnara
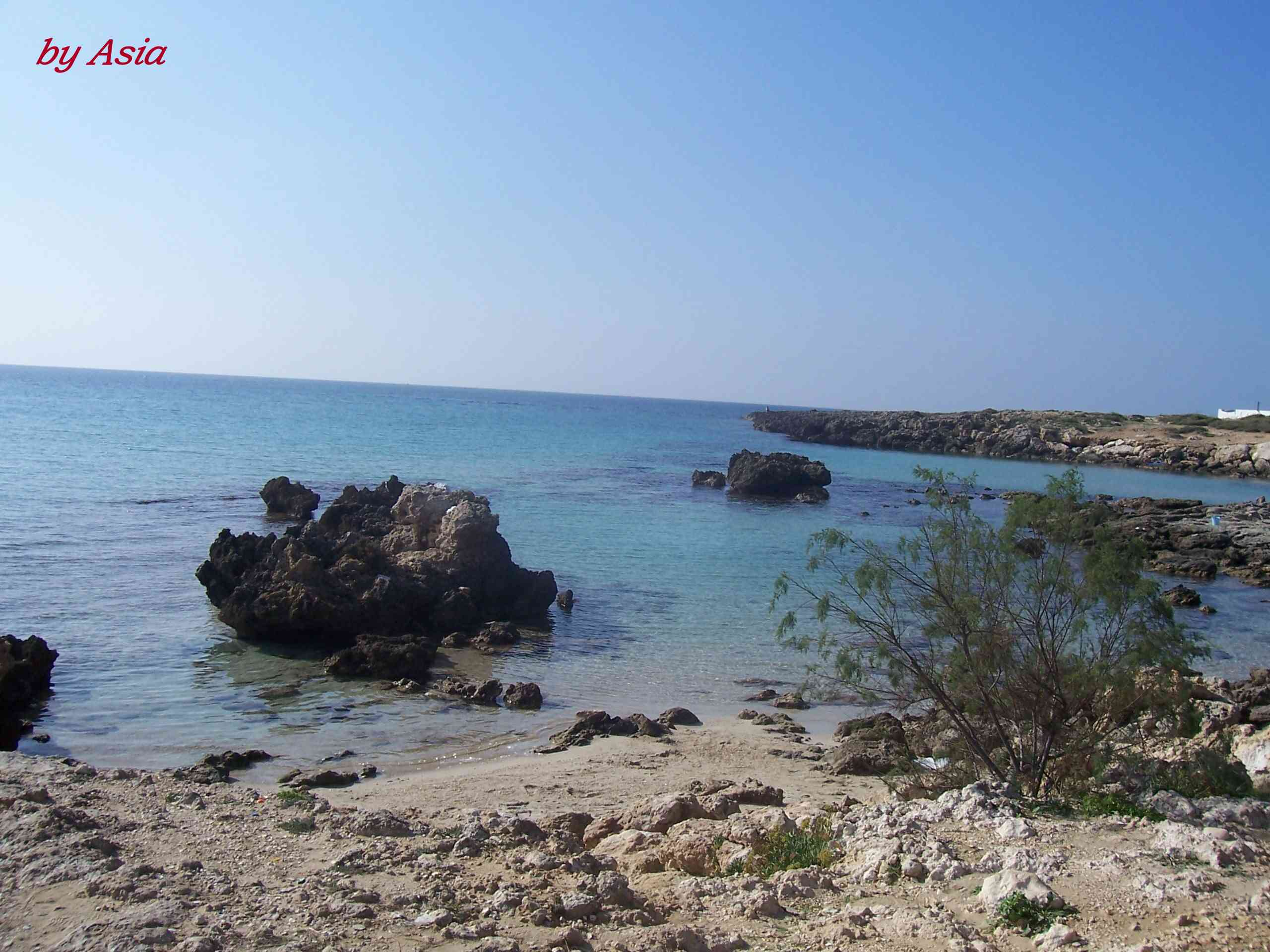
Marina di Lizzano
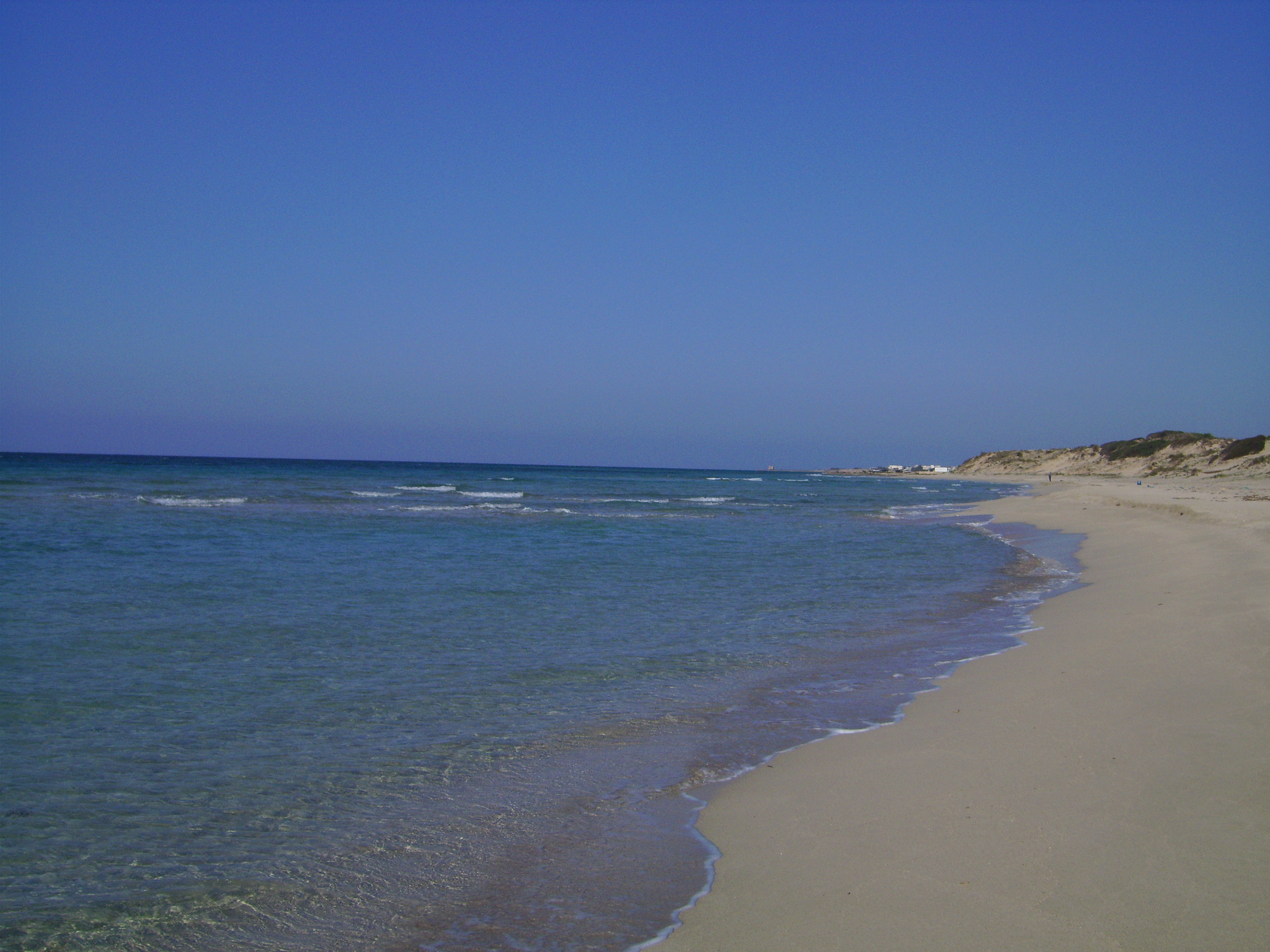
Marina di Lizzano, località Ostone